# MV Agusta 500 Cuatro cilindros (1973)
La MV Agusta 500 cc Cuatro cilindros es una motocicleta de carreras fabricada por MV Agusta para competir en el Campeonato del Mundo de 500 cc. La motocicleta se introdujo en 1973 para competir contra las Yamaha YZR500 y más adelante contra las Suzuki RG 500.

## Historia
La nueva cuatro cilindros se introdujo en 1973, pero la motocicleta aún no era confiable, por lo que la MV Agusta 500 Tres cilindros era usada a menudo. Fue un año difícil para MV Agusta y especialmente para Giacomo Agostini. Habían atraído a Phil Read como "segundo piloto", pero él no aceptó ese papel. Además, apareció la Yamaha YZR500 de cuatro cilindros y dos tiempos, con la que Jarno Saarinen ganó los dos primeros grandes premios de la temporada. Agostini todavía confiaba en el tres cilindros, pero en la primera carrera fue derrotado por Read en el cuatro cilindros. En el Gran Premio de Alemania, Read ganó después de que Saarinen, Kanaya (ambos pilotos Yamaha) y Agostini se retiraran. Después del fatal accidente en Monza, donde murieron Saarinen y Renzo Pasolini, se canceló la carrera de 500 cc y Yamaha se retiró por el resto de la temporada. Según lo acordado, los mejores corredores se mantuvieron alejados del TT de la Isla de Man, lo que significa que la próxima carrera sería en Yugoslavia. Sin embargo, debido a una decisión controvertida del director del equipo Magni, a los pilotos de MV Agusta no se les permitió correr. Magni no estaba convencido de la seguridad de la pista, que fue aprobada por una delegación de cuatro conductores, entre los que estaba incluido Agostini. En el TT de Assen, Agostini se retiró nuevamente y Read obtuvo la victoria. Agostini ganó en Bélgica y Checoslovaquia, pero Read todavía contaba con una cómoda ventaja en puntos y Ago estaba detrás de Kim Newcombe y Jack Findlay en la clasificación general. Read se convirtió en el campeón mundial en el Gran Premio de Suecia. Read condujo la nueva cuatro cilindros durante la mayor parte de la temporada.
El cuatro cilindros era ahora una mejora considerable con respecto a los tres cilindros, pero en 1974 había mucha más competencia. Yamaha ahora tenía su YZR 500 de fábrica actualizada, además contaba con una flota completa de pilotos privados con Yamaha TZ 500. Además, Barry Sheene, Paul Smart y Jack Findlay lanzaron la nueva Suzuki RG 500. Agostini se había pasado a Yamaha. Gianfranco Bonera acompañó a Phil Read en MV Agusta. Bonera, fue el principal responsable de ganar el campeonato italiano con la marca. MV Agusta dejó el campeonato de mundo de 350cc a principios de la temporada, lo que les permitió concentrarse completamente en el campeonato del mundo de 500cc. En gran premio de apertura de la temporada en Francia, por primera vez en años, hubo una batalla entre tres marcas, que fue ganada por Phil Read después de que Agostini abandonara. Los mejores pilotos boicotean el Gran Premio de Alemania. En Assen, tres marcas estaban en la primera fila: Yamaha (Teuvo Länsivuori y Giacomo Agostini), MV Agusta (Phil Read) y Suzuki (Barry Sheene). Agostini ganó esta carrera, pero en Bélgica fue nuevamente segundo detrás de Read. Allí condujo la nueva YZR 500, pero la MV Agusta también era nueva: contaba con un motor de 500cc completamente rediseñado. Debido a las caídas en Suecia, Agostini y Sheene perdieron la oportunidad de ganar el título mundial. Phil Read terminó en el segundo lugar allí, con su victoria en el Gran Premio de Finlandia se aseguró nuevamente el título mundial para MV Agusta. Bonera terminó segundo lugar de la clasificación general.
Aunque habían terminadó en las dos primeras posiciones del campeonato mundial del año anterior, la oposición de MV Agusta se estaba fortaleciendo. La FIM se había comprometido a disputar carreras largas. Las motocicletas de dos tiempos tenían que detenerse a cargar combustible o montar tanques más grandes y pesados, lo que favoreció a la MV Agusta de cuatro tiempos. Read no estaba satisfecho con el manejo del motor de cuatro cilindros y Gianfranco Bonera se rompió una pierna durante la pretemporada y tuvo que ser reemplazado por Armando Toracca. Giacomo Agostini, buscó volver a MV Agusta, pero todavía tenía contrato con Yamaha. A Toracca no le gustaba el estado de "segundo piloto" y obligó a Read a luchar por el tercer lugar en la carrera de apertura en Francia, lo que les hizo perder mucho tiempo con respecto a Agostini y Kanaya con sus Yamahas. En Austria, Read fue tercero detrás de Kanaya y Länsivuori (Suzuki). En Hockenheim, la velocidad punta era importante y, como resultado, Read pudo luchar con Agostini, pero Agostini ganó. En Imola, Read no tuvo ninguna posibilidad contra Agostini y en Assen fue tercero. En Bélgica, otro circuito de velocidad, Read ganó. Además, Agostini se retiró, al igual que Bonera y Barry Sheene. Read se terminó segundo detrás de Sheene en Suecia y abandonó en Finlandia.  Como resultado, la batalla por el título mundial todavía estaba abierta al comienzo del último GP (Checoslovaquia). Agostini tuvo que parar por combustible, lo que le permitió a Read ganar la carrera, pero el segundo lugar de Agostini fue suficiente para conseguir el título mundial.
En 1976, Agostini regresó a MV Agusta, pero no con un contrato de fábrica habitual. Las MV Agustas fueron entregadas al "Marlboro-Api Racing Team", pero con el apoyo de todo el equipo de ingenieros de MV Agusta que iban a las carreras. La FIM introdujo el nuevo estándar de ruido de 113 dB (A) y la MV Agusta luchó por cumplirla. Agostini usó una Suzuki RG 500 a partir de la tercera carrera. Solo en la última carrera de la temporada en Alemania apareció nuevamente sobre la MV Agusta, ahora equipada con pistones más ligeros y un cigüeñal más ligero. Agostini ganó la carrera celebrada sobre condiciones de lluvia.  Sin embargo, MV Agusta anunció a finales de año que abandonaría el mundial de forma definitiva.
Después de la última carrera en Nürburgring, MV Agusta se retiró oficialmente del motociclismo. Después de 30 años en el motociclismo, el nuevo accionista mayoritario no quería invertir más dinero en el departamento de carreras de una empresa con problemas financieros. Se estaba desarrollando un motor bóxer de cuatro cilindros con refrigeración por agua montado longitudinalmente en el bastidor, pero nunca progresó más allá de un prototipo. En 1978 Cagiva intentó sin éxito comprar las motocicletas MV Agusta como base para su propio equipo de carreras.

## Resultados

### Campeonato del Mundo de Motociclismo
(Clave) (negrita indica pole position) (cursiva indica vuelta rápida)

| Año  | Equipo                   | N.º | Piloto            | 1   | 2   | 3   | 4   | 5   | 6   | 7   | 8   | 9   | 10  | 11  | 12  | Puntos   | C.P. | Puntos   | C.C. | Nt.             |
| ---- | ------------------------ | --- | ----------------- | --- | --- | --- | --- | --- | --- | --- | --- | --- | --- | --- | --- | -------- | ---- | -------- | ---- | --------------- |
| 1973 | MV Agusta Repato Corse   |     |                   | FRA | AUT | GER | NAT | IOM | YUG | NED | BEL | CZE | SWE | FIN | ESP |          |      |          |      |                 |
| 1973 | MV Agusta Repato Corse   | 2   | Phil Read         | 2   | Ret | 1   | C   |     | DNS | 1   | 2   | 2   | 1   | 2   | 1   | 84 (108) | 1.º  | 90 (117) | 1.º  | [ n 1 ] [ n 2 ] |
| 1974 | MV Agusta Repato Corse   |     |                   | FRA | GER | AUT | NAT | IOM | NED | BEL | SWE | FIN | CZE |     |     |          |      |          |      |                 |
| 1974 | MV Agusta Repato Corse   | 1   | Phil Read         | 1   | DNS | Ret | 3   |     | 3   | 1   | 2   | 1   | 1   |     |     | 82 (92)  | 1.º  | 87 (109) | 2.º  | [ n 3 ]         |
| 1974 | MV Agusta Repato Corse   | 50  | Gianfranco Bonera | 3   | DNS | 2   | 1   |     | 4   | 10  | 4   | 2   | 2   |     |     | 69 (78)  | 2.º  | 87 (109) | 2.º  | [ n 3 ]         |
| 1975 | MV Agusta Repato Corse   |     |                   | FRA | AUT | GER | NAT | IOM | NED | BEL | SWE | FIN | CZE |     |     |          |      |          |      |                 |
| 1975 | MV Agusta Repato Corse   | 1   | Phil Read         | 3   | 3   | 2   | 2   |     | 3   | 1   | 2   | Ret | 1   |     |     | 76 (96)  | 2.º  | 76 (96)  | 2.º  | [ n 4 ]         |
| 1975 | MV Agusta Repato Corse   | 2   | Gianfranco Bonera |     |     |     |     |     | 6   |     | 4   | Ret |     |     |     | 13       | 15.º | 76 (96)  | 2.º  | [ n 4 ]         |
| 1975 | MV Agusta Repato Corse   | 18  | Armando Toracca   | 4   | 4   | Ret | 4   |     |     |     |     |     |     |     |     | 24       | 9.º  | 76 (96)  | 2.º  | [ n 4 ]         |
| 1976 | Marlboro-Api Racing Team |     |                   | FRA | AUT | NAT | IOM | NED | BEL | SWE | FIN | CZE | GER |     |     |          |      |          |      |                 |
| 1976 | Marlboro-Api Racing Team | 1   | Giacomo Agostini  | 5   | 6   |     |     |     |     |     |     |     | 1   |     |     | 26       | 7.º  | 26       | 3.º  | [ n 5 ] [ n 6 ] |

### Citas
1. ↑  Walker, 1998, p. 78.
2. ↑  «Phil Read career statistics at MotoGP.com». Archivado desde el original el 28 de marzo de 2020. Consultado el 3 de abril de 2020.
3. ↑  «Franco Bonera career statistics at MotoGP.com». Archivado desde el original el 25 de octubre de 2018. Consultado el 3 de abril de 2020.
4. ↑  «Results & Statistics». motogp.com. 23 de septiembre de 1972.
5. ↑  «MV AGUSTA'S LAST GP WIN». Australian Motorcycle News (en inglés australiano). 19 de septiembre de 2016. Archivado desde el original el 21 de diciembre de 2016. Consultado el 9 de junio de 2019.
6. ↑  Frank, Aaron (27 de agosto de 2012). «Whatever Happened To...MV Agusta's Boxer Four?». www.motorcyclistonline.com. Motorcyclist. Consultado el 9 de junio de 2019.
7. ↑  Colombo y Patrignani, 2000, p. 113.
8. ↑  Frank, Aaron (27 de agosto de 2012). «Whatever Happened To...MV Agusta's Boxer Four?». www.motorcyclistonline.com. Motorcyclist. Consultado el 10 de junio de 2019.
9. ↑  Walker, 1998, p. 63.

- Datos: Q1882067
- Multimedia: MV Agusta 500 4C / Q1882067